# Liza Minnelli: At Carnegie Hall
Liza Minnelli: At Carnegie Hall ist ein Musikalbum von Liza Minnelli. Es ist eine Zusammenstellung von Aufnahmen ihres Gastspiels an der Carnegie Hall von New York City aus dem Jahr 1987.

## Hintergrund
Liza Minnelli kehrte nach einer Reihe von Drogenproblemen mit einer dreiwöchigen Konzertreihe in die Öffentlichkeit zurück und stand vom 28. Mai bis 18. Juni 1987 auf der Bühne der angesehenen New Yorker Carnegie Hall. Mit elf ausverkauften Konzerten war dies das längste Gastspiel, das jemals ein Künstler in dieser Konzerthalle abhielt, und sie schaffte damit ein weltweit beachtetes Comeback, wie u. a. Zeitschriften wie Variety, Vanity Fair und Der Spiegel urteilten. Unter den Gästen befanden sich auch zahlreiche prominente Persönlichkeiten, und die Kritiken fielen für Minnelli sehr positiv aus.
Das Repertoire ihrer Bühnenshow beinhaltete vor allem bekannte Musicalsongs und Jazzstandards des Great American Songbook. Am Ende sang Minnelli mehrere Medleys von Liedern des Musical-Duos John Kander und Fred Ebb, die ihr zuvor auch eigene Songs (Maybe This Time, Liza with a ‘Z’) und Bühnenprogramme (z. B. ihre Broadwayshow Liza, 1974) geschrieben und sie seit den 1960er Jahren in ihrer Karriere gefördert hatten. Im Gegensatz zu ihren jahrelangen Club-Auftritten wurde Minnelli hier von einem 45-köpfigen Orchester unterstützt, das von ihrem treuen Begleiter Bill LaVorgna geleitet wurde.
Liza Minnelli: At Carnegie Hall ist bis heute eines ihrer bekanntesten Alben und sie schaffte damit 1987 seit 13 Jahren erstmals den Einstieg in die Billboard 200 Albencharts, auf Platz 156. Ein Jahr später erschien mit Highlights from the Carnegie Hall Concerts eine Kompilation. 1990 wurde eine Doppel-CD des Albums veröffentlicht.

## Titelliste
CD 1
1. I Happen to Like New York (Cole Porter) – 3:48
2. Here I’ll Stay/Our Love Is Here to Stay (Kurt Weill, Alan J. Lerner/George Gershwin, Ira Gershwin) – 5:47
3. Old Friends (Stephen Sondheim) – 2:51
4. I Never Has Seen Snow (Harold Arlen, Truman Capote) – 4:13
5. If You Hadn’t But You Did (Jule Styne, Comden, Green) – 4:03
6. I Don’t Want to Know (Jerry Herman) – 2:53
7. Some People (Stephen Sondheim, Jule Styne) – 2:55
8. How Deep Is the Ocean? (Irving Berlin) – 2:35
9. I Can See Clearly Now/I Can See It (Johnny Nash/Tom Jones, Harvey Schmidt) – 2:39
10. Married/You Better Sit Down, Kids (John Kander, Fred Ebb/Sonny Bono) – 3:40
11. Ring Them Bells (John Kander, Fred Ebb) – 5:46

CD 2
1. The Sweetest Sounds (Richard Rodgers) – 2:04
2. Toot, Toot, Tootsie, Goodbye (Erdman, Fiorito, Kahn, King) – 1:25
3. Buckle Down Winsocki (Ralph Blane, Hugh Martin) – 0:44
4. Alexander’s Ragtime Band (Irving Berlin) – 3:17
5. Somewhere Out There (James Horner, Barry Mann, Cynthia Weil) – 4:22
6. Lonely Feet (Jerome Kern, Oscar Hammerstein) – 2:29
7. You Can Have Him/Time Heals Everything (Irving Berlin/Jerry Herman) – 4:12
8. Ebb and Kander Medley (John Kander, Fredd Ebb) – 5:07
9. Ebb and Kander Medley II (John Kander, Fred Ebb) – 1:36
10. Maybe This Time (John Kander, Fred Ebb) – 2:56
11. Ebb and Kander Medley III (John Kander, Fred Ebb) – 2:56
12. Ebb and Kander Medley IV (John Kander, Fred Ebb) – 4:25
13. Theme from New York, New York (John Kander, Fred Ebb) – 6:36

## Rezeption
Kolumnistin Liz Smith schwärmte von einem „[unvergesslichen] Abend reinen Vergnügens“ und „purer Aufregung“, die New York Times urteilte, Minnellis „Stimme klang nie stärker und sicherer“, die New York Post meinte: „Liza ist die Größte. […] [Sie hat ein] Gesicht, für das man seinen letzten Penny geben würde. […] Das Publikum, das ihr aus der Hand gefressen hat, hatte ein kleines Festessen“ und der Hollywood Reporter resümierte, „es war der Inbegriff einer Konzertdarbietung; eine Sängerin auf der Höhe ihrer stimmlichen Kraft, die einige der großartigsten Unterhaltungslieder sang, die jemals geschrieben wurden“.
Der renommierte Musikkritiker William Ruhlmann betonte in seiner Kritik für Allmusic, dass Liza Minnelli trotz ihrer früheren Erfolge im Film und auf der Musicalbühne ihre Karriere vor allen Dingen ihrer Präsenz als Live-Entertainerin verdanke. Dabei habe sie sich in vielen verschiedenen Konzertshows bewiesen, doch ihr Gastspiel an der Carnegie Hall sei ihr beinahe definitives und herausragendstes Bühnenprogramm. Sie vermische hier alte Broadway-Songs mit eigenen Hits und zahle einen Tribut an ihr Songschreiber-Team John Kander und Fred Ebb. Sowohl das Konzert als auch das daraus entstandene Album würden Minnellis Karriere auf brillante Art und Weise resümieren. Allmusic bewertete das Album mit viereinhalb von fünf möglichen Sternen.